# Франсуа Лелорд
Франсуа Лелорд (22 червня 1953, Париж) — французький психіатр і письменник.

## Життєпис

### Кар'єра лікаря-психіатра
Франсуа Лелорд є сином дитячого психіатра Жильбера Лелорда. Лелорд вивчав медицину та психологію. Після отримання докторського ступеня в 1985 році  в Університеті Франсуа Рабле в Турі він провів рік у Лос-Анджелесі як постдокторський дослідник у Роберта Лібермана в Каліфорнійському університеті в Лос-Анджелесі. З 1986 по 1988 рік він був керівником клініки та асистентом у лікарні Неккер при паризькому університеті Декарта у Парижі.
У 1989 році відкрив власну практику. Паралельно з роботою позаштатним психіатром, з 1990 року він працював консультантом у сфері управління стресом і благополуччя на роботі разом зі своїми колегами Патріком Лежероном і Крістофом Андре, працював у великих державних і приватних компаніях.
У 1996 закрив власну практику. З 2003 року Франсуа Лелорд жив у В'єтнамі, спочатку в Ханої, а потім у Хошиміні, де працював психіатром у Фонді Алена Карпентьє.
З 2008 по 2017 рік він виступав з доповідями на тему щастя у Французькому альянсі та французьких культурних інститутах у Китаї, Кореї, Німеччині та Таїланді. Після повернення до Франції він повернувся до психіатрії в Парижі.

### Кар'єра автора
Його перша книга «Розповіді звичайного психіатра» ("Les contes d'un psychiatre ordinaire") була опублікована в лютому 1993 року у видавництві "Éditions Odile Jacob", після чого у тому ж видавництві вийшли кілька психологічних монографій разом із Крістофом Андре ("Comment gérer les personnalités difficiles", "L'estime de Soi", "La force des émotions").
У серпні 2002 року він опублікував свою найуспішнішу на сьогодні книгу – роман Le voyage d'Hector ou la recherche du bonheur («Подорож Гектора, або Пошуки щастя»). Роман мав великий успіх у Франції, а також в інших країнах, таких як Німеччина, розійшовся по всьому світу накладом понад два мільйони примірників.
Це книга з психології, написана для пересічних читачів; вона розповідає історію Гектора, психіатра, який подорожує світом у пошуках того, що саме робить людей щасливими. Книга написана в простому, гумористичному стилі, дає психологічні поради та спонукає до роздумів, навіть не торкаючись сухої теорії. За нею послідувало ще кілька книжок з Гектором у ролі головного героя.
Після успіху в Європі видавництво Penguin Group (США) придбало права на публікацію дебютного роману Лелорда у Сполучених Штатах. Книга «Гектор у пошуках щастя» вийшла 31 серпня 2010 року. За нею послідували «Гектор і таємниці кохання» 1 січня 2011 року та «Гектор і пошуки втраченого часу» 31 липня 2012 року.
У 2014 році книга була екранізована у фільмі «Подорож Гектора у пошуках щастя» Пітера Челсома з Саймоном Пеггом, Розамунд Пайк, Жаном Рено, Стелланом Скарсгардом, Тоні Коллетт у головних ролях.
Натхненний роками у В'єтнамі, Лелорд опублікував роман «Маленький ринок сувенірів» (фр. La Petite Marchande de souvenirs), виданий видавництвом JC Lattès у 2013 році.
Франсуа Лелорд спочатку писав есеї з психології для широкого загалу та фахівців з управління персоналом, потім оповідання в традиціях філософської казки або навчального роману, як, наприклад, твори з серії «Гектор».